# Bank of America Stadium
Bank of America Stadium is een American football stadion in Charlotte (North Carolina). Het stadion opende zijn deuren in 1996. Vaste bespelers zijn de Carolina Panthers. Het stadion biedt plaats aan 73.778 toeschouwers.

## CONCACAF Gold Cup
Dit stadion is verschillende keren uitgekozen als gaststadion tijdens een toernooi om de Gold Cup, het voetbaltoernooi voor landenteams van de CONCACAF. Tijdens de Gold Cup van 2011, 2015 en 2019 was dit stadion een van de stadions zijn waar voetbalwedstrijden werden gespeeld. 
| № | Datum        | Wedstrijd                   | Uitslag | Gold Cup   | Toeschouwers |
| - | ------------ | --------------------------- | ------- | ---------- | ------------ |
| 1 | 9 juni 2011  | Costa Rica – El Salvador    | 1 – 1   | Groepsfase | 30.530       |
| 2 | 9 juni 2011  | Cuba – Mexico               | 0 – 5   | Groepsfase | 46.012       |
| 3 | 15 juli 2015 | Cuba – Guatemala            | 1 – 0   | Groepsfase | 55.823       |
| 4 | 15 juli 2015 | Mexico – Trinidad en Tobago | 4 – 4   | Groepsfase | 55.823       |
| 5 | 23 juni 2019 | Canada – Cuba               | 7 – 0   | Groepsfase | 59.283       |
| 6 | 23 juni 2019 | Martinique – Mexico         | 2 – 3   | Groepsfase | 59.283       |